# Färgfältsmåleri
Färgfältsmåleri (engelska: Color-field painting) betecknar en stil som från slutet av 1940-talet utvecklades av amerikanska abstrakta expressionister som Barnett Newman, Mark Rothko och Clyfford Still. De arbetade med stora, enfärgade ytor, till skillnad från andra abstrakta expressionister som sysslade med action painting, eller spontanism, som Willem de Kooning och Jackson Pollock. Andra kända konstnärer inom färgfältsmåleri var till exempel Adolph Gottlieb och Robert Motherwell.
Under slutet av 1950-talet kom en andra generation konstnärer inom färgfältsmåleriet, med bland andra Helen Frankenthaler, Morris Louis, Kenneth Noland, Jules Olitski, och Frank Stella, vilka mer betonade formalism än det expressiva uttrycket. Dessa fjärmade sig från den abstrakta expressionismen och kom under 1960-talet att räknas till så kallad post-målerisk abstraktion (post-painterly abstraction).
Termen färgfältsmåleri, color field painting, myntades dock inte förrän 1970, av konstvetaren Irvine Sandler, som i boken Abstract Expressionism avhandlade denna stil av främst Clyfford Still, Mark Rothko och Barnett Newman i ett kapitel kallat just The Colour Field Painters.